# Bystus thoracicus
Bystus thoracicus es una especie de coleóptero de la familia Endomychidae.

## Distribución geográfica
Habita en Usambara.